# La linea (film)
La linea è un film del 2009 diretto da James Cotten basato sulla vita del narcotrafficante Arellano Felix capo del cartello di Tijuana.

## Trama
Tijuana, Messico. Javier Salazar, padrone del cartello, è gravemente malato e non più in grado di rimanere a capo della sua organizzazione criminale, lascia il comando della stessa al suo più fidato collaboratore Pelon che però entra subito in contrasto con Diablo, il figlio illegittimo del boss che si sente tradito ed usurpato dei suoi diritti alla successione. Tra Pelon e Diablo inizia una guerra sanguinosa e violenta: da un lato assoldano cecchini per eliminarsi a vicenda, dall'altro puntano a prendere contatto con i narcotrafficanti afgani arrivati in Messico per iniziare i loro commerci con il Cartello di Tijuana. A Tijuana arriva Mark Shields, un cecchino ingaggiato da Diablo per assassinare il delfino di Salazar, un personaggio in preda agli incubi del passato e dipendente dai farmaci, il quale riesce a procurarsi un fucile di precisione per tendere un agguato a Pelon. Pestato da alcuni teppisti, viene soccorso da una prostituta della quale si innamora.